# نورما کراکر
نورما کراکر (انگلیسی: Norma Croker; ۱۱ سپتامبر ۱۹۳۴ – ۲۱ اوت ۲۰۱۹) دونده اهل استرالیا بود.
وی در مسابقات کشوری و بین‌المللی در مجموع برندهٔ ۱ مدال طلا شده‌است.